# 1195 dans les croisades
Cette page regroupe les évènements concernant les Croisades qui sont survenus en 1195 :
- 1er février : À la suite de la médiation d'Henri II de Champagne, roi de Jérusalem, Léon II d'Arménie libère Bohémond III d'Antioche qu'il retenait prisonnier. Raymond, fils de Bohémond, épouse Alix d'Arménie, nièce de Léon II[1].
- 8 avril : Isaac II Ange est déposé et aveuglé par son frère Alexis III Ange[2].
- mai : Henri VI, empereur germanique, se croise[3].
- 19 juillet : Les Chrétiens d'Espagne sont battus par les Musulmans à Alarcos[4].
- 29 septembre : Un traité de paix met fin à la brouille entre Henri II de Champagne, roi de Jérusalem et Amaury II de Lusignan, roi de Chypre[5].
- octobre : Amaury reçoit de l'empereur Henri VI l'investiture royale à Chypre[5].